# Pontus Fahlbeck
Pontus Erland Andersson Fahlbeck (i riksdagen kallad Fahlbeck i Lund, senare i Djursholm), född den 15 oktober 1850 i Ölme socken, Värmlands län, död 28 juli 1923 i Djursholm, Danderyds församling, Stockholms län var en svensk statsvetare och politiker. 

## Biografi
Fahlbeck kom från ett lantbrukarhem och började studera vid Lunds universitet 1870, avlade filosofie kandidatexamen 1875,  filosofie licentiatexamen 1879 och disputerade 1880 för filosofie doktorsgrad varpå han utnämndes till docent i historia. Fahlbeck intresserade sig tidigt för nationalekonomi. 1887 väckte han allmän uppmärksamhet genom att mitt under den hetaste tullstriden ge ut den i protektionistisk anda skrivna broschyren "Den ekonomiska vetenskapen och näringsskyddet". Under de följande åren tog Fahlbeck livlig del i den offentliga diskussionen om politiska, statistiska, sociala och nationalekonomiska frågor. I huvudsak intog han en konservativ ståndpunkt, men med starkt individuell syn på tingen och självständig uppfattning. Förutom en mängd uppsatser i in- och utländska tidskrifter gav Fahlbeck ut åtskilliga arbeten i bokform, bland vilka kan nämnas:
- Betänkande rörande grunderna för den ekonomiska mellanrikslagstiftningen emellan Sverige och Norge (1888)
- Sveriges nationalförmögenhet, dess storlek och tillväxt (1890)
- Stånd och klasser, en socialpolitisk öfverblick (1892)
- Den statistiska typen (1897)
- Sveriges adel, statistisk undersökning öfver de å riddarhuset introducerade ätterna del I (1898) & II (1902)
- Sveriges författning och den moderna parlamentarismen (1904)
- Engelsk parlamentarism contra svensk (1916)
- Statistiken och den numeriska kunskapsmetoden (1918)

Fahlbeck utgav från 1897 Statsvetenskaplig tidskrift, i början tillsammans med andra vetenskapsmän, men från 1899 ensam. Han pensionerade sig från tidskriften 1918.

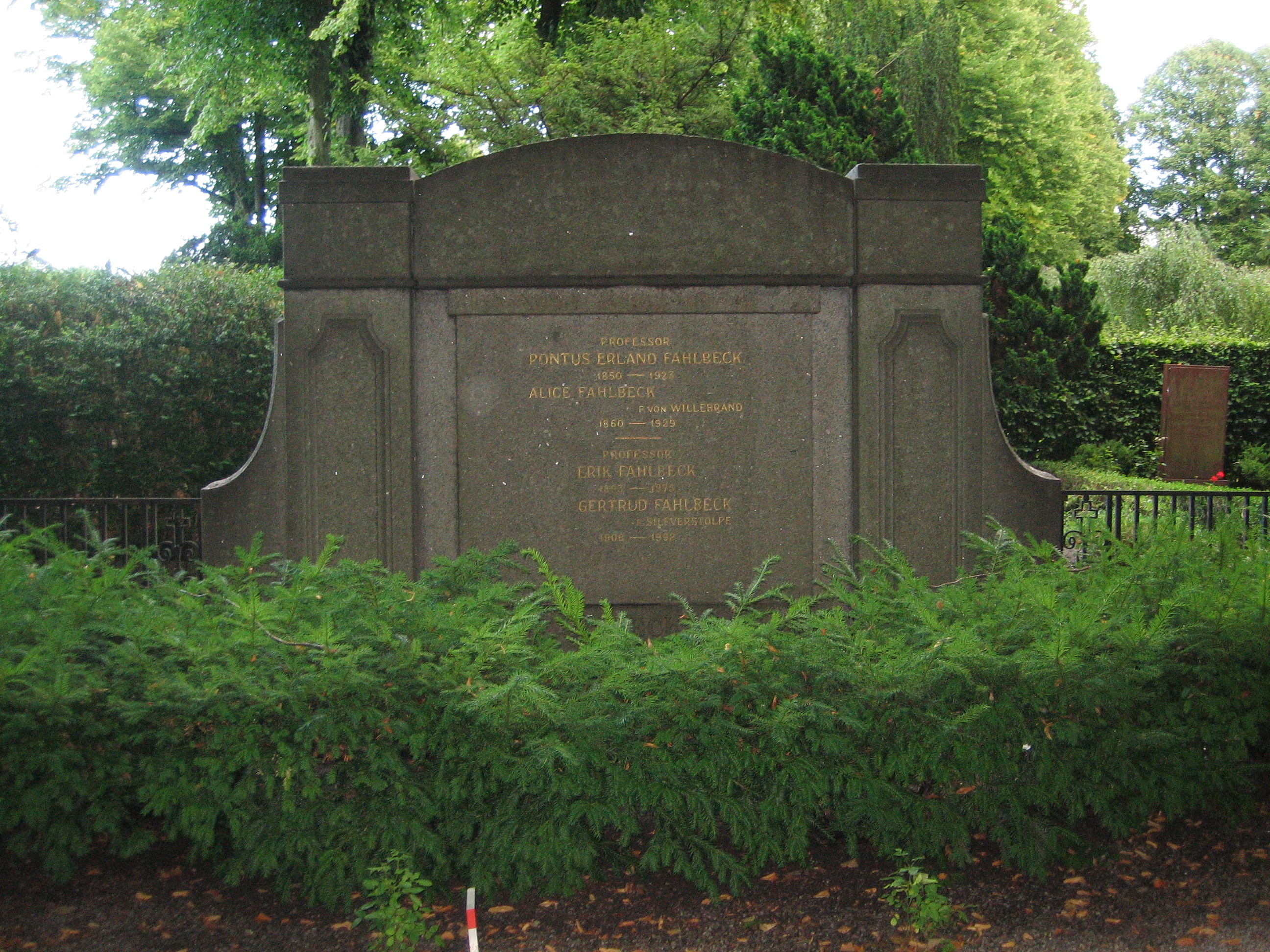
Fahlbecks grav på Norra kyrkogården i Lund.

1889 utnämndes Fahlbeck till extra ordinarie professor i historia och statskunskap vid Lunds universitet, var sekreterare i 1888 års tullkommitté och utsågs 1894 av Köpenhamns universitet till juris hedersdoktor. Från 1902 utgjordes Fahlbecks professur av statskunskap och statistik, och han pensionerades från denna 1915. Han valdes till ledamot av riksdagens första kammare 1903, och representerade där Göteborgs och Bohus län fram till 1911 för Minoritetspartiet (Högern) (Moderata minoritetspartiet).

### Familj
Fahlbeck gifte sig 1890 med friherrinnan Anna Alice von Willebrand från Finland, syster till Reinhold Felix von Willebrand. Han var bror till Hans Erik Fahlbeck och far till Erik Fahlbeck.
Fahlbeck ligger begravd på Norra kyrkogården i Lund.

## Utmärkelser
- Kommendörer av andra klassen av Nordstjärneorden, 18 december 1918.[4]
- Kommendör av andra klassen av Vasaorden, 5 juni 1909.[5]
- Kommendör av första klassen av Finlands Vita Ros’ orden, senast 1921.[4]
- Kommendör av andra graden av Danska Dannebrogorden, senast 1921.[4]